# Prosphaerosyllis tetralix
Prosphaerosyllis tetralix är en ringmaskart som först beskrevs av Eliason 1920.  I den svenska databasen Dyntaxa används istället namnet Sphaerosyllis tetralix. Enligt Catalogue of Life ingår Prosphaerosyllis tetralix i släktet Prosphaerosyllis och familjen Syllidae, men enligt Dyntaxa är tillhörigheten istället släktet Sphaerosyllis och familjen Syllidae. Arten är reproducerande i Sverige. Inga underarter finns listade i Catalogue of Life.